# Эро (река)
Эро́ (фр. Hérault, окс. Erau / Eraur) — река в департаментах Гар, Эро и Лозер региона Окситания на юге Франции длиной 147,6 км.

## География
Берёт своё начало на горе Эгуаль, на юге Севеннского массива. Она протекает по департаменту Гар, затем пересекает с севера на юг департамент Эро, которому она даёт своё имя, и впадает в Средиземное море у города Агд.

## Гидрология
Годовой расход воды составляет более 1,3 млрд тонн или 43,7 м³/с при общей площади бассейна 2550 км², что составляет 543 л с каждого м² площади бассейна. Например, бассейн Уазы даёт около 240 л, притом что он считается дождливым. Сложность состоит в том, что расход воды в реке чрезвычайно нерегулярный — от 9 (в августе) до 84 (в феврале) м³/с.
| Средний расход воды (м³/с) реки Эро по месяцам (замеры производились на гидрологическом посту в Агде, средние данные за 34 года) |

Внезапные паводки, зачастую вызванные выпадением осадков в предгорьях массива Эгуаль, могут превысить отметку в 1500 м³/с. Для регулировки стока были построены плотины на реке Салагу (в Клермон-л'Эро) и на реке Оливет (в Велан).

## Притоки
- Ар[фр.] (фр. Arre)
- Вис (фр. Vis)
- Рьётор[фр.] (фр. Rieutord)
- Бюэж[фр.] (фр. Buèges)
- Ламалу[фр.] (фр. Lamalou)
- Лерг[фр.] (фр. Lergue)
- Буаин[фр.] (фр. Boyne)
- Пеин[фр.] (фр. Peyne)
- Тонг[фр.] (фр. Thongue)

## Фотографии

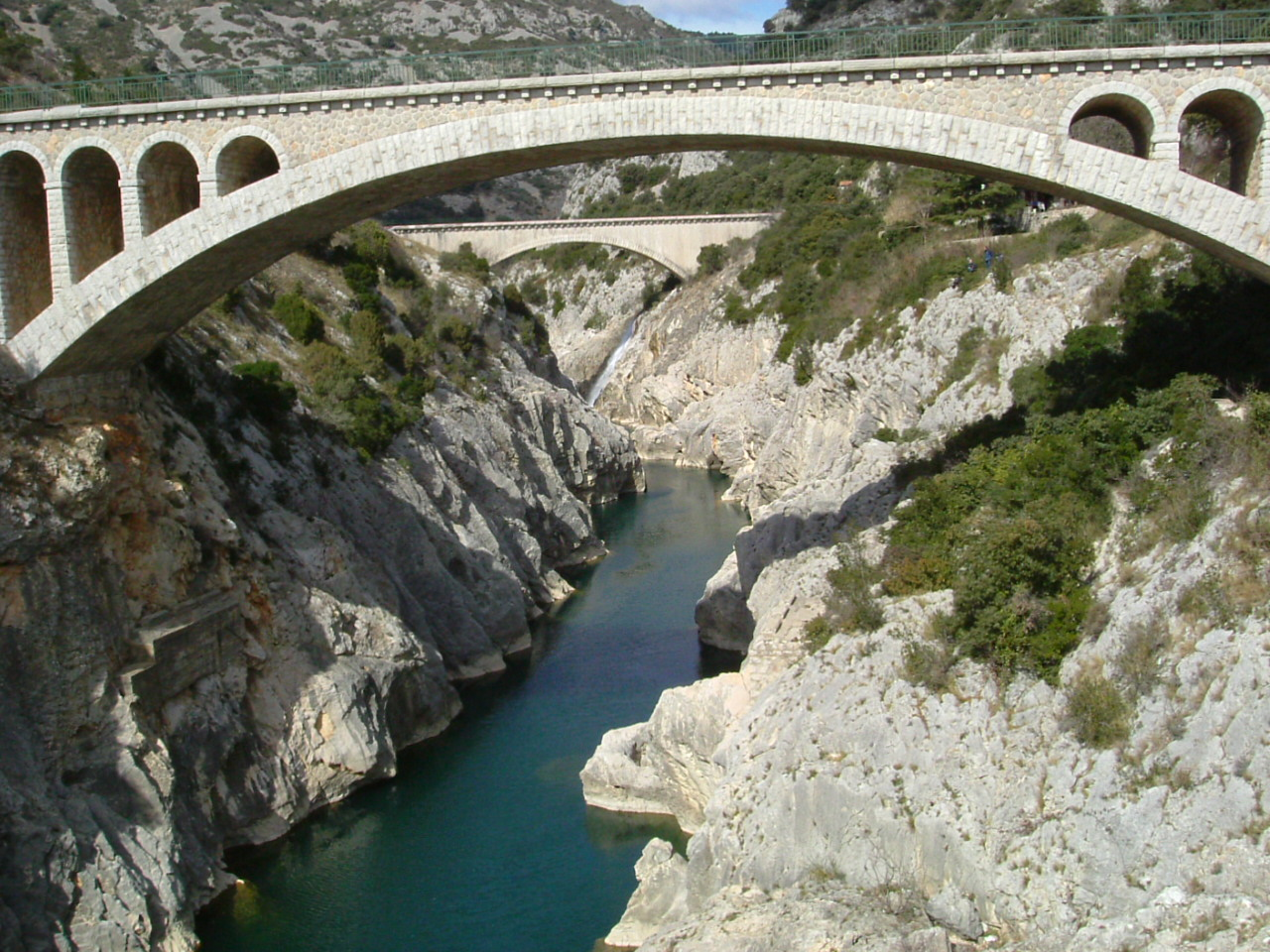
Чёртов мост
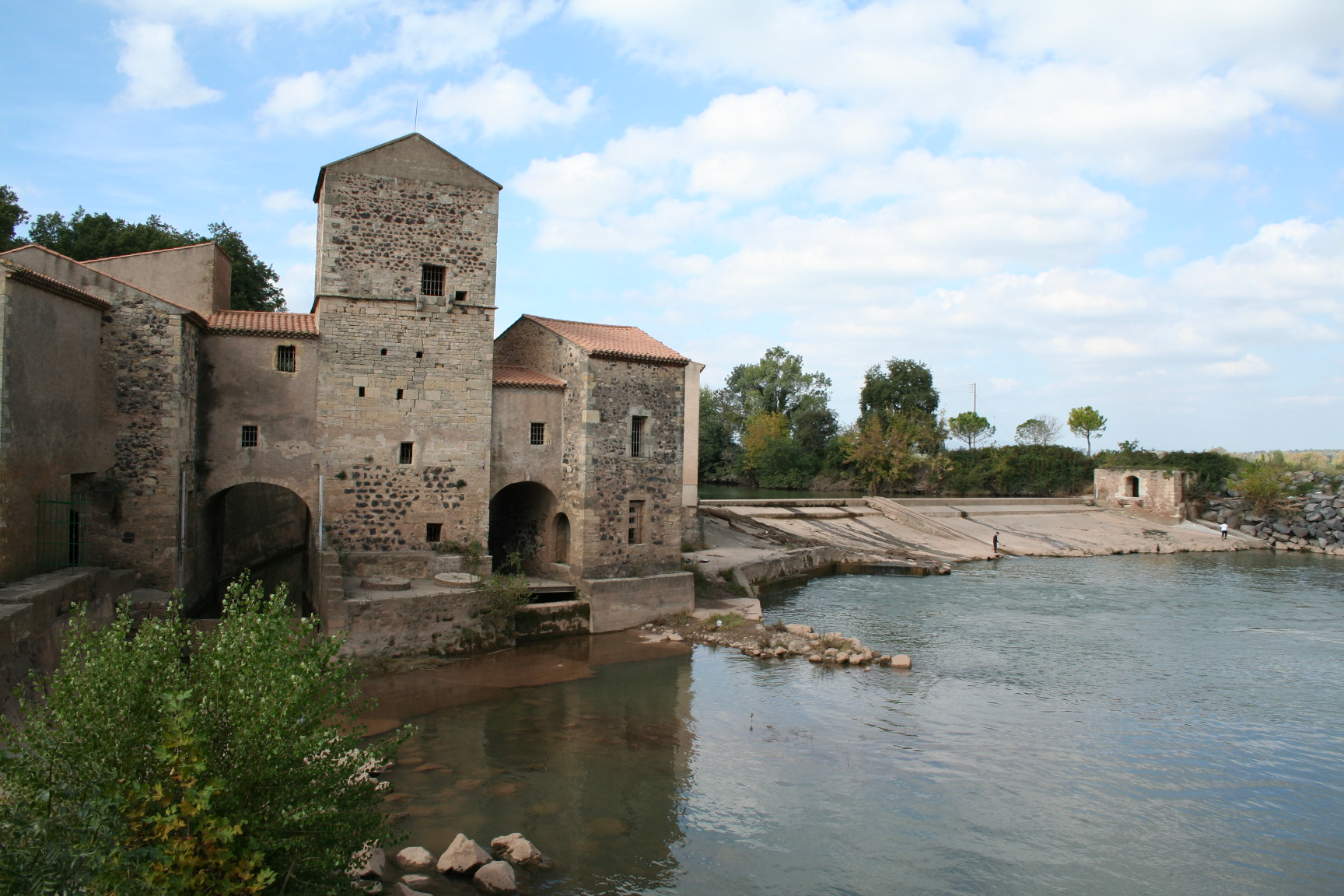
Средневековая мельница на реке Эро
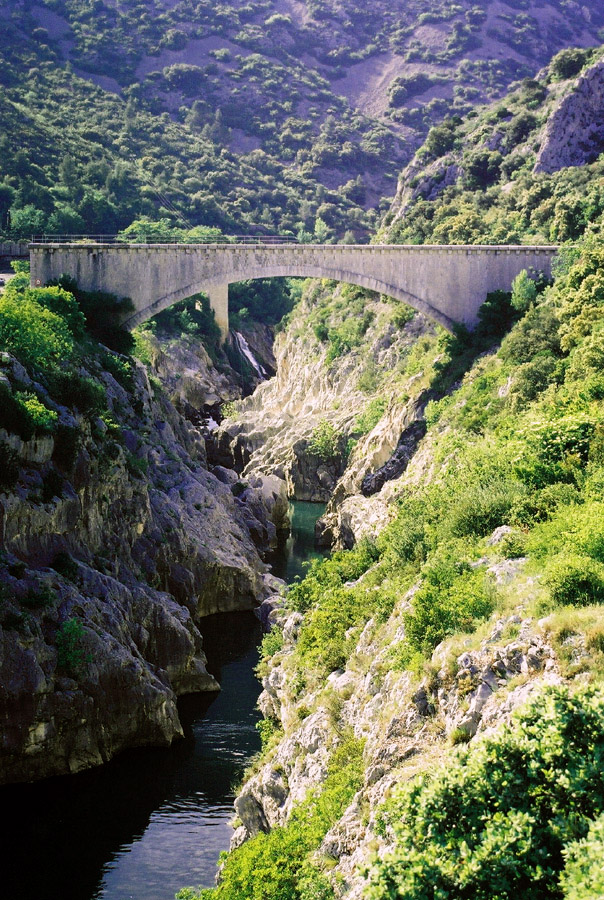
Эро в расщелине
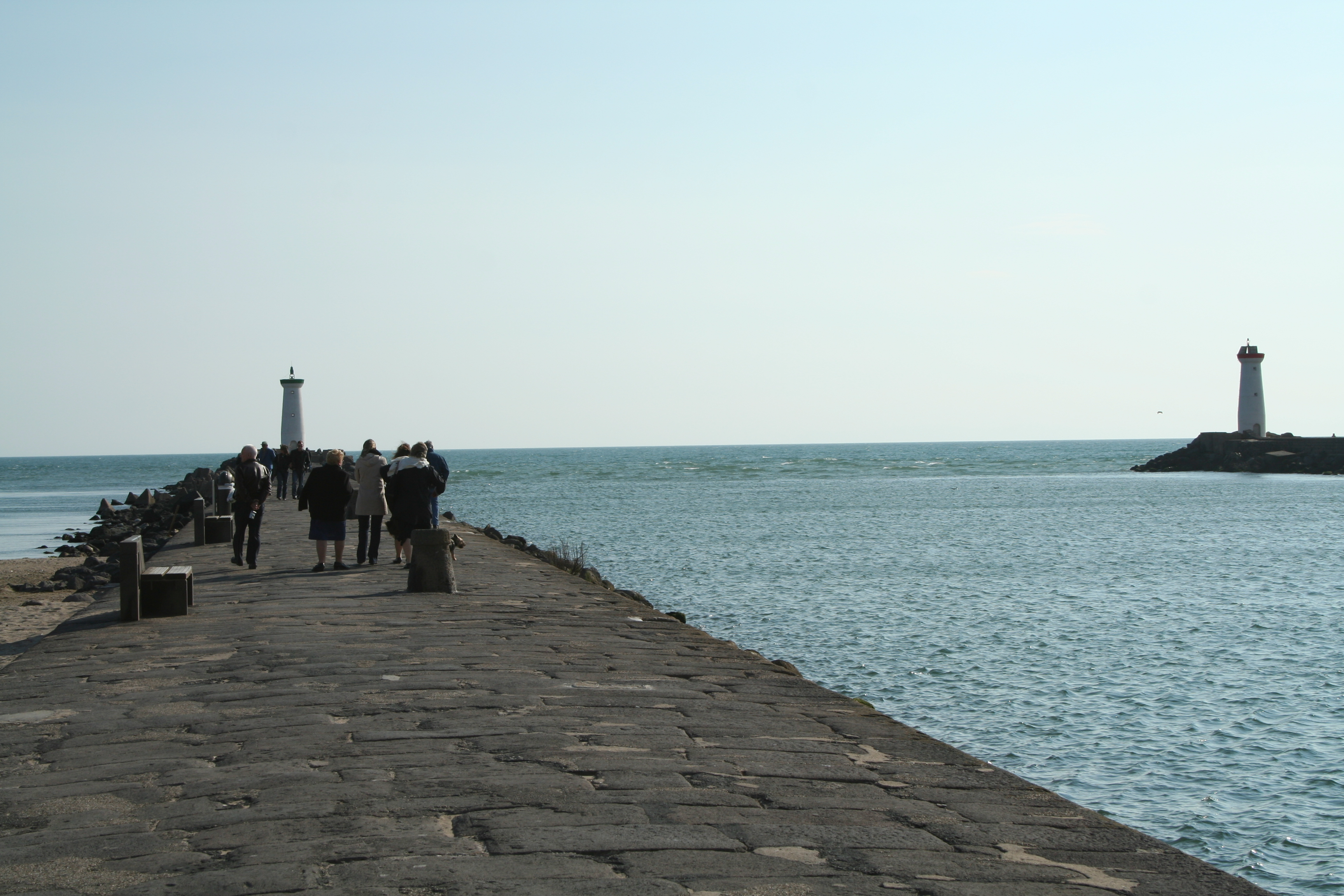
Устье Эро в Агде